# Dunfermline Athletic Football Club 2011-2012
Questa voce raccoglie le informazioni riguardanti il Dunfermline Athletic Football Club nelle competizioni ufficiali della stagione 2011-2012.

## Rosa
| N. |                   | Ruolo | Calciatore               |
| -- | ----------------- | ----- | ------------------------ |
|    | Scozia (bandiera) | P     | Paul Gallacher           |
|    | Scozia (bandiera) | P     | Chris Smith              |
|    | Scozia (bandiera) | P     | Ryan Goodfellow          |
|    | Scozia (bandiera) | D     | Alex Keddie              |
|    | Scozia (bandiera) | D     | Andy Dowie               |
|    | Scozia (bandiera) | D     | Austin McCann (capitano) |
|    | Scozia (bandiera) | D     | John Potter              |
|    | Scozia (bandiera) | D     | Kerr Young               |
|    | Scozia (bandiera) | D     | Kevin Rutkiewicz         |
|    | Scozia (bandiera) | D     | Patrick Boyle            |
|    | Scozia (bandiera) | D     | Scott Campbell           |
|    | Scozia (bandiera) | C     | Craig Easton             |
|    | Scozia (bandiera) | C     | Gary Mason               |
|    | Scozia (bandiera) | C     | Joe Cardle               |
|    | Scozia (bandiera) | C     | Martin Hardie            |
|    | Scozia (bandiera) | C     | Nick Phinn               |

| N. |                             | Ruolo | Calciatore       |
| -- | --------------------------- | ----- | ---------------- |
|    | Scozia (bandiera)           | C     | Paul Burns       |
|    | Scozia (bandiera)           | C     | Paul Willis      |
|    | Scozia (bandiera)           | C     | Nick Phinn       |
|    | Scozia (bandiera)           | C     | Ryan Thomson     |
|    | Scozia (bandiera)           | C     | Ross Drummond    |
|    | Scozia (bandiera)           | C     | Shaun Byrne      |
|    | Scozia (bandiera)           | C     | Steven Bell      |
|    | Irlanda del Nord (bandiera) | A     | Andy Kirk        |
|    | Scozia (bandiera)           | A     | Andrew Barrowman |
|    | Scozia (bandiera)           | A     | Conor Schiavone  |
|    | Scozia (bandiera)           | A     | David Graham     |
|    | Scozia (bandiera)           | A     | Liam Buchanan    |
|    | Scozia (bandiera)           | A     | Pat Clarke       |
|    | Scozia (bandiera)           | A     | Steven McDougall |
|    | Scozia (bandiera)           | A     | Steven Leslie    |